# Juliusz Cywilis

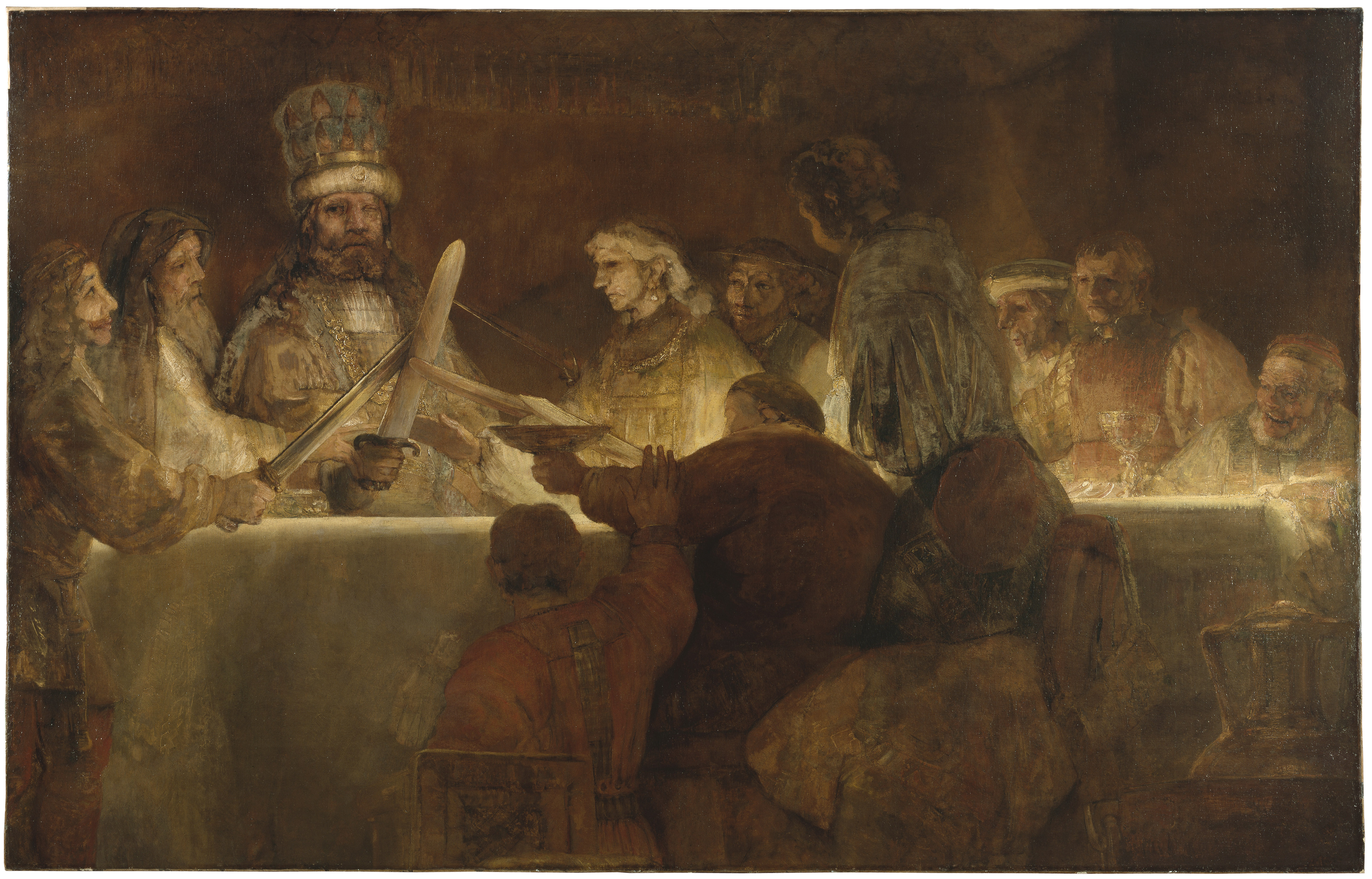
Rembrandt, Sprzysiężenie Claudiusa Civilisa

Gajusz Juliusz Cywilis (łac. Gaius Iulius Civilis) – przywódca antyrzymskiego powstania Batawów w latach 69–70.
Pochodzący z germańskiego plemienia Batawów Cywilis był obywatelem rzymskim i służył w jednym z oddziałów pomocniczych rzymskiej armii. W trakcie walki o władzę między Witeliuszem i Wespazjanem w 69 roku poderwał do buntu 8 kohort batawskich i sąsiednie plemiona germańskie mieszkające nad Renem, ogłaszając iż występuje w imieniu Wespazjana. Gdy jednak Witeliusz poniósł ostateczną klęskę, Cywilis nie złożył broni, występując teraz otwarcie przeciwko panowaniu rzymskiemu. Wykorzystując dezercję nielicznych rzymskich kohort stacjonujących w Galii, przy poparciu m.in. Trewerów pod wodzą Juliusza Klassykusa, Juliusza Tutora i Tulliusza Walentynusa oraz Lingonów pod wodzą Juliusza Sabinusa, rebelianci oblegli i zdobyli obóz rzymski Castra Vetera (obecnie Xanten), opanowując bez większych przeszkód całą dolinę Renu począwszy od Moguncji do brzegu morza. Plany opanowania całej Galii nie powiodły się jednak wskutek międzyplemiennych animozji, a przybycie nad Ren legionów rzymskich pod wodzą Kwintusa Petyliusza Cerialisa, którego wsparła część plemion galijskich, doprowadziło do upadku powstania. Dalsze losy Cywilisa są nieznane, a zachowana część Dziejów Tacyta urywa się w momencie, gdy wystąpił do Rzymian z prośbą o pokój.